# Karol Gzyl
Karol Gzyl (ur. 1987) – działacz społeczny, producent wydarzeń, wiceprezes zarządu i dyrektor programowy Fundacji Gdańskiej, dyrektor wykonawczy Komitetu Organizacyjnego XXVI Światowego Jamboree Skautowego, instruktor Związku Harcerstwa Polskiego w stopniu harcmistrza.
Od 2013 roku członek Głównej Kwatery ZHP i komisarz zagraniczny ZHP, kierował pracą wydziału zagranicznego. Szef Zespołu ds. Strategii rozwoju ZHP na lata 2018–2025 oraz Zespołu Projektu „Jamboree 2023”, w 2017 roku powołany na komendanta Europejskiego Jamboree Skautowego 2020, w roku 2018 na funkcję komendanta Zlotu ZHP „Gdańsk 2018”, na XL Zjeździe ZHP wybrany na zastępcę Naczelnika ZHP ds. rozwoju organizacji.
Związany z Hufcem ZHP Warszawa-Praga-Południe, w którym pełnił funkcje: drużynowego, namiestnika harcerskiego oraz zastępcy komendanta hufca i szefa zespołu promocji i informacji. W latach 2021–2022 pracował w Światowym Biurze Skautowym Światowej Organizacji Ruchu Skautowego w zespołach rozwoju organizacyjnego i wydarzeń światowych. 
W latach 2007–2021 pracował dla ogólnopolskich stacji telewizyjnych przy realizacji programów informacyjnych i publicystycznych.
Odznaczony Brązowym Krzyżem Zasługi (2017), Medalem Komisji Edukacji Narodowej (2017), srebrnym Krzyżem „Za Zasługi dla ZHP” (2017), Medalem "Pro Patria" (2019), Złotym Krzyżem Zasługi (2025) oraz odznaczeniem honorowym niemieckiej organizacji skautowej Deutsche Pfadfinderschaft Sankt Georg (DPSG) – Szpilką św. Jerzego.
29 czerwca 2021 r. przez Prezydenta Miasta Gdańska powołany w skład Gdańskiej Rady ds. Rozwoju Wolontariatu, zaś w marcu 2022 r. do Zespołu interdyscyplinarnego koordynującego zadania w zakresie pomocy osobom napływającym z terytorium Ukrainy, jako koordynator ds. organizacji i infrastruktury.
7 października 2022 r. przez Naczelnika ZHP powołany na funkcję dyrektora wykonawczego w Komitecie Organizacyjnym XXVI Światowego Jamboree Skautowego, które w 2027 r. odbędzie się na Wyspie Sobieszewskiej w Gdańsku. 